# Дуарте, Лима
Лима Дуарте  (порт. Lima Duarte, род. 29 марта 1930, Сакраменту, Минас-Жерайс) — бразильский актёр и режиссёр.

## Биография
Родился 29 марта 1930 года в Сакраменту. Родоначальник актёрской династии Дуарте. Его настоящее имя — Арикле́нис Вена́нсиу Ма́ртинс (порт. Ariclenes Venâncio Martins), но из-за неблагозвучного звучания в начале карьеры он взял псевдоним, и всему миру известен как Лима Дуарте. Свою новую фамилию он передал детям и внукам.

## Личная жизнь
C 1951 по 1961 год Лима Дуарте был женат на актрисе Марисе Санчес, став приёмным отцом для её дочери Деборы Дуарте. Дедушка актрис Паломы Дуарте и Даниэлы Дуарте.

## Признание и награды
- Лучший телевизионный актёр: 1986, 1978, 1977
- Contigo — 2005
- Орден культурных заслуг (Бразилия)

## Избранная фильмография
- 2019 — «O Juizo» — Costa Breves
- 2017 — Обратная сторона рая — Жозафа
- 2009 — Дороги Индии —  Шанкар
- 2005 — Belíssima —  Мурат Гюней
- 2004 — Хозяйка судьбы —  Виторио
- 1998 — Лето нашей тайны —  Зе Паулу
- 1995 — Новая жертва —  Зе Болаша
- 1993 — Хищник — майор Эмилиано Бентеш
- 1990 — Моя любовь, моя печаль —  Лазару Вентурини
- 1949 — Почти на небесах — Quase no Céu